# Stazione di Shijō-mae
La Stazione di Shijō-mae (市場前駅?, Shijō-mae-eki) è una stazione ferroviaria di Tokyo, si trova sull'isola di Odaiba nel quartiere di Kōtō e serve il people mover Yurikamome. Il nome della stazione significa "di fronte al mercato", ma al momento attorno alla stazione sono presenti solo campi vuoti. Si prevede di aprire il nuovo mercato di Toyosu nei pressi della stazione dal 2018.

## Linee

### People Mover
- Yurikamome